# Пионер (кинотеатр, Москва)
«Пионер» — московский кинотеатр, расположенный на Кутузовском проспекте. Первоначально создавался и функционировал как специализированный детский кинотеатр. Открытие состоялось 5 февраля 1955 года. Построен по проекту архитектора Зиновия Розенфельда и являлся частью ансамбля из двух кинотеатров.
С 2008 года кинотеатром «Пионер» владеет на правах аренды предприниматель Александр Мамут. Реконструированный кинотеатр входит в число арт-хаусных кинотеатров «Кино без попкорна», ряд кинофильмов показываются на языке оригинала.

## История

### Советский период
Кинотеатр построен по проекту архитектора Зиновия Розенфельда, занимавшегося с 1930-х годов проектированием и строительством зданий на крупных московский магистралях таких как: Можайское шоссе и Ленинградский проспект. Детский кинотеатр «Пионер» открылся через несколько лет после кинотеатра «Призыв», расположенного на первом этаже соседнего здания, которое также проектировал Розенфельд По замыслу автора, два кинотеатра образовывали ансамбль.. Люстры в фойе кинотеатра «Пионер» были созданы по эскизам Розенфельда. На втором этаже находилась игровая зона для детей.

### Российский период
За 2008 год в кинотеатре не было показано ни одного фильма, после чего реконструкцией кинотеатра занялась компания Александра Мамута, взявшая кинотеатр в аренду. В ходе реконструкции спонсорскую помощь оказал предприниматель Роман Абрамович, ставший совладельцем кинотеатра: ему принадлежит половина кинотеатра. Проект реконструкции разработала компания «Wowhaus». По завершении работ, 15 октября 2009 года кинотеатр вновь был открыт. В обновлённом кинотеатре «Пионер» состоялись премьерные показы таких фильмов как: «Трудно быть богом», «Отель „Гранд Будапешт“» и «Исчезнувшая», «Между», «Охотника на вампиров»; впервые демонстрировались популярные телесериалы на большом экране. Репертуар кинотеатра формирует директор сети «Пионер» Мэри Назари.
В январе 2018 года кинотеатр проигнорировал отзыв Минкультом России прокатного удостоверения фильма «Смерть Сталина» и единственный в России не приостановил продажу билетов и начал показ фильма.
В кинотеатре проводятся фестивали: один из них — «Наконец-то в кино» — фестиваль, в рамках которого показываются фильмы на языке оригинала. В кинотеатре также расположено кафе «Пион».
В 2016 году выручка кинотеатра составила 152 миллиона рублей. Согласно отчетам только за период 2016—2017 годов в кинотеатр было вложено иностранных инвестиций на сумму 439 000 рублей. Цены на билеты в 2017 году на дневной сеанс составляли 100 рублей и 70 рублей для пенсионеров и студентов. В 2017 году срок аренды был продлён до 2026 года.